# Radio 2 Top 30
La Top 30 (precedentemente nota come BRT Top 30 e con i nomi alternativi Radio 2 Top 30 e VRT Top 30) è una classifica musicale settimanale belga stilata dalla Vlaamse Radio- en Televisieomroeporganisatie (VRT) network e trasmessa ogni sabato sulla stazione Radio 2. Debuttò il 2 maggio 1970, con Spirit in the Sky di Norman Greenbaum al primo posto.
Fu la preminente classifica standard dell'industria musicale per le Fiandre fino al gennaio 1995, quando fu istituita l'Ultratop 50. Tuttavia, la Top 30 continua ad essere compilata fino ai giorni nostri, e come tale è diventata la classifica musicale più longeva in Belgio.

## Top 30 records
- Più singoli nella Top 30
  - Madonna: 52
  - Will Tura: 47
  - Michael Jackson: 46
  - Queen: 40
  - Prince: 33
  - Cliff Richard: 32
  - Clouseau: 32
  - Rod Stewart: 31
  - Tina Turner: 29
  - Kylie Minogue: 29
  - U2: 28
  - Elton John: 27
  - Whitney Houston: 27
  - ABBA: 26
  - Bee Gees: 25
  - Paul McCartney: 25
  - Rolling Stones: 25
  - David Bowie: 25

- Più settimane spese in Top 30
  - Madonna: 497
  - Michael Jackson: 423
  - Will Tura: 346
  - Clouseau: 320
  - Natalia: 316
  - K3: 305
  - Marco Borsato: 292
  - Céline Dion: 282
  - ABBA: 280
  - Belle Perez: 266
  - Kylie Minogue: 250
  - Queen: 249
  - Shakira: 239
  - Britney Spears: 231
  - Tina Turner: 221
  - Robbie Williams: 219
  - Elton John: 213
  - Whitney Houston: 211
  - Willy Sommers: 205
  - Phil Collins: 202
  - Rod Stewart: 201
  - Mika: 200